# Acanthogorgia brevispina
Acanthogorgia brevispina is een zachte koraalsoort uit de familie Acanthogorgiidae. De koraalsoort komt uit het geslacht Acanthogorgia. Acanthogorgia brevispina werd in 1894 voor het eerst wetenschappelijk beschreven door Studer. 